# チャーボン県
チャーボン県（チャーボンけん、ベトナム語：Huyện Trà Bồng / 縣茶蓬?）は、ベトナム社会主義共和国クアンガイ省の県。面積は419.26 km²、人口は13,240人（2019年）である。

## 概要
2020年1月10日にタイチャー県を編入した。

## 行政区画
1市鎮15社から構成される。